# Best of (album de Vanessa Paradis)
Pour les articles homonymes, voir Best of.
Albums de Vanessa Paradis
Divinidylle Tour
(2008) Une nuit à Versailles
(2010)
Best of est le titre de la 1re compilation de Vanessa Paradis. Sortie à la fin de l'automne 2009, elle retrace ses 22 ans de carrière musicale à travers ses singles, des inédits et des duos télévisés.

## Sortie
Best of a d'abord été commercialisé en téléchargement légal le 16 novembre puis en support physique double CD le 23 en France, en Suisse et en Belgique. Le Canada le commercialise le 8 décembre, suivi de l'Angleterre le 1er février 2010. Le double CD y sort sur le label Wrasse qui avait déjà commercialisé l'album Divinidylle en 2007. 

Il est ensuite commercialisé au Japon le 7 mars 2010 puis en Europe le 26 mars. Il y sort plus tard afin de correspondre à la médiatisation dont Vanessa fait l'objet de par la publicité des rouges à lèvres Chanel : 'Rouge coco'

 L'édition en CD simple n'est, elle, commercialisée qu'en France à partir du 25 janvier 2010.

## Chansons

### Édition double CD

#### CD1
| No  | Titre                         | Paroles                              | Musique                               | Durée |
| --- | ----------------------------- | ------------------------------------ | ------------------------------------- | ----- |
| 1.  | Il y a                        | Gaëtan Roussel                       | Gaëtan Roussel                        | 2:39  |
| 2.  | Pourtant                      | Franck Monnet                        | Matthieu Chedid                       | 3:36  |
| 3.  | Marilyn & John                | Étienne Roda-Gil                     | Franck Langolff                       | 5:44  |
| 4.  | Dis-lui toi que je t'aime     | Serge Gainsbourg                     | Franck Langolff                       | 3:56  |
| 5.  | Joe le taxi                   | Etienne Roda-Gil                     | Franck Langolff                       | 3:54  |
| 6.  | Maxou                         | Etienne Roda-Gil                     | Franck Langolff                       | 3:47  |
| 7.  | Sunday Mondays                | Lenny Kravitz                        | Henry Hirsch / Lenny Kravitz          | 3:55  |
| 8.  | Tandem                        | Serge Gainsbourg                     | Franck Langolff                       | 3:26  |
| 9.  | Natural high                  | Lenny Kravitz                        | Lenny Kravitz                         | 3:20  |
| 10. | Commando                      | Didier Golemanas                     | Franck Langolff                       | 3:38  |
| 11. | Be My Baby                    | Lenny Kravitz / Gerry Deveaux        | Lenny Kravitz                         | 3:41  |
| 12. | Divine idylle                 | Marcel Kanche / Georges Kretek / -M- | Matthieu Chedid                       | 2:39  |
| 13. | Dès que j'te vois             | Matthieu Chedid                      | Matthieu Chedid                       | 3:23  |
| 14. | Just as long as you are there | Lenny Kravitz                        | Henry Hirsch / Lenny Kravitz          | 3:24  |
| 15. | Que fait la vie ?             | Didier Golemanas                     | Vanessa Paradis                       | 4:19  |
| 16. | L'incendie                    | Didier Golemanas                     | Vanessa Paradis / Serge Ubrette / -M- | 3:26  |

- Le single L'Amour en soi (1991) dans sa version remixée a été ajoutée pour tout achat de l'album en téléchargement légal.
- Manquent les singles : La Magie des surprises parties (1983-85), Manolo Manolete (1988), Coupe coupe (1989) et Mosquito (1989) ainsi que tous les singles extraits des albums live.
- Les titres sont présentés dans leur version album, la plupart du temps identique à quelques secondes près à la version single.
- Les chansons 3, 5 et 6 sont extraites de l'album M&J (1988).
- Les chansons 4 et 8 sont extraites de l'album Variations sur le même t'aime (1990).
- Les chansons 7, 9, 11 et 14 sont extraites de l'album Vanessa Paradis (1992).
- Les chansons 2, 10 et 15 sont extraites de l'album Bliss (2000).
- Les chansons 12, 13 et 16 sont extraites de l'album Divinidylle (2007).

#### CD2
| No  | Titre                                            | Paroles                           | Musique                       | Durée |
| --- | ------------------------------------------------ | --------------------------------- | ----------------------------- | ----- |
| 1.  | Marilyn & John (version acoustique)              | Étienne Roda-Gil                  | Franck Langolff               | 3:53  |
| 2.  | Dans mon café                                    | Didier Golemanas                  | Franck Langolff               | 4:29  |
| 3.  | La Déclaration d'amour (duo avec -M-)            | Michel Berger                     | Michel Berger                 | 3:39  |
| 4.  | Jackadi                                          | Vanessa Paradis                   | Vanessa Paradis               | 2:45  |
| 5.  | I love Paris                                     | Cole Porter                       | Cole Porter                   | 2:38  |
| 6.  | Emmenez-moi (live)                               | Charles Aznavour                  | Georges Garvarentz            | 3:53  |
| 7.  | La Ballade de Johnny Jane (duo avec Jane Birkin) | Serge Gainsbourg                  | Serge Gainsbourg              | 2:32  |
| 8.  | When I say                                       | Vanessa Paradis / Matthieu Chedid | Vanessa Paradis               | 3:57  |
| 9.  | Concia chachacha                                 | The Little Rabbits                | The Little Rabbits            | 3:34  |
| 10. | St Germain                                       | Vanessa Paradis                   | Johnny Depp / Vanessa Paradis | 2:34  |
| 11. | This will be our year (live)                     | The Zombies                       | Chris White                   | 2:25  |
| 12. | Les Filles électriques (duo avec Alain Souchon)  | Alain Souchon                     | Alain Souchon                 | 2:15  |
| 13. | Made in Asia                                     | Pierre-Dominique Burgaud          | Louis Chedid                  | 4:34  |
| 14. | Abracadabra                                      | Franck Monnet                     | Matthieu Chedid               | 2:57  |
| 15. | I wouldn't dare                                  | Bill Carter                       | Ruth Ellsworth Carter         | 4:22  |
| 16. | Scarabée (version acoustique)                    | Etienne Roda-Gil                  | Franck Langolff               | 3:48  |
| 17. | Varvara Pavlovna                                 | Bertrand Chatenet                 | Franck Langolff               | 3:26  |

- Le CD2 présente des versions inédites, des chansons jamais encore éditées sur CD ainsi que des extraits de ses albums ou issues des spectacles des Enfoirés.
- Les titres 1 et 16 sont des versions acoustiques inédites.
- Les titres 2, 8 et 10 sont extraits de l'album Bliss (2000).
- Le titre 3 est extrait de l'émission Tous pour la musique diffusée sur France 2 le 21 novembre 2007. C'est une reprise de Michel Berger inédite sur CD.
- Le titre 4 est extrait de l'album Divinidylle.
- Le titre 5 est une reprise de Cole Porter inédite en version intégrale et sur CD. Un extrait avait servi d'illustration sonore dans la publicité télévisée des Aéroports de Paris, diffusée en juin 2008.
- Le titre 6 est une reprise de Charles Aznavour extraite de l'album live Divinidylle Tour (2008).
- Les titres 7 et 12 sont extraits de l'album La Soirée des Enfoirés (1996).
- Le titre 9 est extrait de la bande originale du film Atomik Circus (2004).
- Le titre 11 est une reprise des Zombies extraite de l'album live Vanessa Paradis au Zénith (2001).
- Le titre 13 est extrait du conte musical Le Soldat rose (2006).
- Les titres 14 et 15 sont extraits de la 2e édition en coffret de l'album Divinidylle sorti pour Noël 2007. Ils sont également présents sur le pressage japonais du CD.
- Le titre 17 est inédit sur CD. Il figurait uniquement en face B des supports vinyles de Joe le taxi (1987).

### Édition simple CD
Cette édition reprend l'intégralité des titres du CD1 de l'édition double ainsi que 4 titres du CD2 :
1. I love Paris 2:38
2. Marilyn & John (version acoustique) 3:53
3. I wouldn't dare 4:22
4. Scarabée (version acoustique) 3:48

## Singles
Le 1er single extrait est Il y a, envoyé aux radios en septembre 2009 et uniquement vendu en téléchargement légal. Il y atteint la 6e place. En avril 2010, afin de soutenir la série de concerts du printemps, un 2e single est proposé : Marilyn & John dans sa version acoustique.

## Supports
Le Best of de Vanessa n'a été commercialisé que sur des supports audio, il n'y a pas d'équivalent en vidéo. 

Le double CD existe sous trois formats :
- Un coffret renfermant un livre de 64 pages avec les photos marquantes de sa carrière, souvent inédites. Les CD sont placés sur les 2e et 3e de couverture. Il a été tiré à 20 000 exemplaires[5].
- Un digipack s'ouvrant en trois volets avec un livret de 24 pages.
- Un boîtier plastique avec le même livret que le digipack[6].

Le CD simple existe sous deux formats :
- Un boitier plastique avec les mêmes photos que dans le livret du double mais dont les crédits ont changé. La pochette est différente de l'édition double : la photo de Vanessa n'est plus violette mais bleue.
- Un boitier dit slipcase, sans livret[7].

## Ventes
Entre le 23 novembre et le 31 décembre 2009, l'album s'est vendu à 130 000 exemplaires physiques. En ajoutant les ventes digitales, elles atteignent les 170 000. C'est la 2e meilleure vente de Noël derrière le coffret Salut les copains.

Au terme de son exploitation, l'album atteint les 400 000 exemplaires vendus.

## Promotion

### Concert
Le dimanche 22 novembre 2009 à 20 h 30, Vanessa a donné un concert unique à La Cigale de Paris, retransmis en direct sur les portables des abonnés SFR ainsi que sur leur site Internet. Elle a revisité 13 de ses chansons dans des versions acoustiques inédites, arrangées par Albin de la Simone, avec qui elle avait collaboré sur l'album Divinidylle en 2007. Avant le concert, un documentaire de 10 min fait d'images d'archives a été diffusé sur un écran géant.
- Marilyn & John
- Que fait la vie ?
- Junior suite
- Dans mon café
- L'incendie
- Scarabée
- Chet Baker
- Pourtant
- I wouldn't dare
- Joe le taxi
- Dis-lui toi que je t'aime
- Divine idylle
- Il y a

Le concert et le documentaire ont ensuite été diffusés sur Canal + le mercredi 13 janvier 2010 à 22h50.

### Presse
- Elle (20 novembre 2009) : Couverture + 10 pages. Interview. Photos de Jean-Baptiste Mondino.
- Version Femina (21 novembre 2009) : Couverture + 2 pages. Interview. Photos de Guy Aroch.
- L'Express Styles (26 novembre 2009) : Couverture + 4 pages. Interview. Photos de Claude Gassian.
- ES Magazine (27 novembre 2009 - Angleterre) : Couverture + 9 pages. Interview. Photos de Kayt Jones.
- Marie Claire (décembre 2009) : Couverture + 5 pages. Interview. Photos de Ellen Von Unwerth.
- Sunday Times (10 janvier 2010 - Angleterre) : 4 pages. Interview.
- Marie Claire (février 2010 - Russie) : Couverture et interview identiques au français, avec une photo inédite.
- Elle (février 2010 - Russie) : interview de 8 pages identique au français.

### Radio
- Le Grand Studio - RTL (21 novembre) : Interview.
- Des journées spéciales ont été organisées sur Virgin Radio, RFM, Europe 1, etc.

### Télévision
- Journal de 20h - TF1 (21 novembre): Interview par Claire Chazal.
- Journalde 13h - F2 (22 novembre) : Reportage lors des répétitions du concert acoustique avec interview.
- Journal - BFMTV (23 novembre) : Interview avec images d'archives.
- Journal - La Une Belgique (23 et 26 novembre): Interview avec images d'archives.
- Le Grand Journal - Canal+ (24 novembre) : Interview + Il y a en version acoustique.
- Le Grand Journal - Canal+ (27 novembre) : Interview Boite à questions
- Musicronik - W9 (29 novembre) : Interview.
- Flash - M6 Music Hits (2 et 3 décembre) : Interview[9].